# Honda
Honda Motor Company, Ltd. (本田技研工業株式会社 Honda Giken Kōgyō Kabushiki kaisha) (TYO: 7267
, NYSE: HMC) er en japansk multinational industrivirksomhed, der primært er kendt som fabrikant af biler og motorcykler. Hovedsædet er i Minato, Tokyo.
Honda har været verdens største producent af motorcykler siden 1959, og verdens største producent af forbrændingsmotorer, målt på antal fremstillede motorer, der produceres mere end 14 millioner forbrændingsmotorer hvert år. Honda var i 2018 verdens 7. største bilfabrikant efter Volkswagen, Toyota Motor, General Motors, Hyundai Motor Group, Ford Motor Company og Nissan Motor.
I 1986 lancerede Honda luksusbilmærket Acura, og mærket drives stadig. Udover kerneforretningsområderne biler og motorcykler så fremstiller Honda også knallerter/scootere, ATV'ere, haveudstyr, bådmotorer, el-generatorer til private og andet. Siden 1986 har Honda været involveret i kunstig intelligent/robotforskning og lancerede ASIMO robotten i 2000. I 2004 gik de ind i flyindustrien gennem flymotor-selskabet GE Honda Aero Engines og gennem Honda Aircraft Corporation forventedes Honda HA-420 HondaJet på markedet i 2012. Honda investerer ca. 5 % af omsætningen på forskning og udvikling.
Virksomheden har også produceret mere nicheprægede køretøjer som eksempelvis den sammenklappelige scooter Honda Motocompo 1981-1983.

## Historie
Honda blev stiftet i 1948 af Soichiro Honda i Hamamatsu. Soichiro Honda havde tidligere produceret stempelringe til det japanske marked.
I 1981 åbnede Honda produktionsanlæg udenfor Japan. I USA producerede og solgte de dyrere modeller under navnet Acura fra 1986. I Storbritannien solgtes bilerne først under Triumph-mærket, siden som Rover. Samarbejdet med Rover førte også til, at Land Rover Discovery i en periode blev solgt i Japan som Honda Crossroad.
Honda har også i mange år, først i 1964, leveret motorer til Formel 1, blandt andet til Williams og McLaren. De blev motorleverandør til BAR-lavet i 2000.

## Honda-modeller
| - Logo - Jazz - Civic - Accord - Shuttle - CR-V - FR-V - Insight | - HR-V - S2000 - Beat - Concerto - NSX - Prelude - Integra - Legend - Odyssey - Stream |

## Galleri
- Honda cd 70
- Honda Camino
- Honda Dax
- Honda civic